# Oliegoed

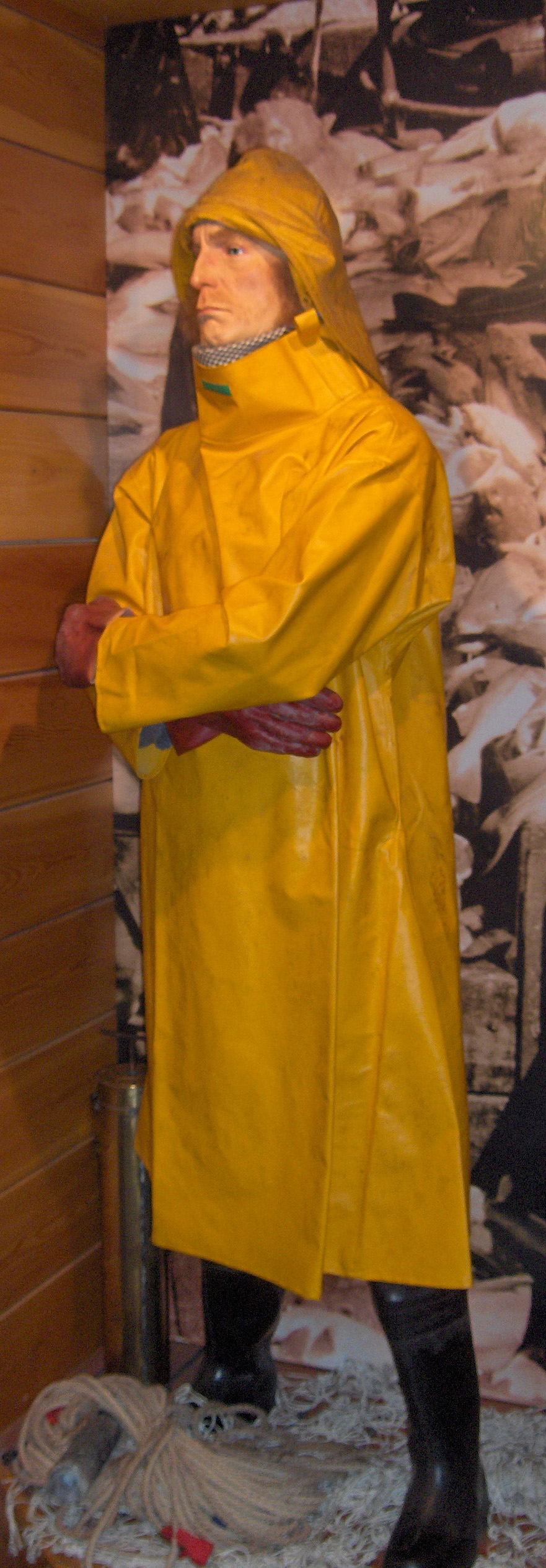
Man in oliegoed

Oliegoed is de benaming voor zowel de weerbestendige kleding die vooral door vissers en zeevarenden wordt gedragen als voor de stof waarvan die kleding is gemaakt. De stof (vaak katoen) wordt waterdicht gemaakt door deze in een mengsel van gekookte lijnolie, bijenwas en terpentijn te drenken. Na droging ontstaat een stug materiaal, waarvan kleding kan worden genaaid. Afhankelijk van de gebruikte grondstoffen is oliegoed geel tot donkerbruin van kleur. Kleding vervaardigd van oliegoed is erg stug en is meestal bedoeld als overkleding.
Oliejassen en zuidwesters zijn de bekendste kledingstukken die uit oliegoed worden vervaardigd. 
Tegenwoordig is oliegoed in veel toepassingen vervangen door vinyl, nylon en andere kunststoffen, meestal gecombineerd met textiel. In het laatste geval zijn de materialen op elkaar gelijmd dan wel genaaid, of tijdens productie met elkaar versmolten.